# Acció Nacionalista Valenciana (2006)
Accio Nacionalista Valenciana (ACNV) es un partido político de la Comunidad Valenciana. Debe su nombre al histórico partido nacionalista de los años 30. Sus líderes son Miquel Real y otros, siendo Miquel Real su actual presidente, sustituyendo a  Boro Vendrell, fundador del partido.
Miquel Real ha estado vinculado al Grup d'Acció Valencianista, y siendo el responsable del boletín de la organización, SOM, hasta que fue cesado. Además, se relaciona a Miquel Real con acciones culturales y reivindicativas.

## Historia
Después de la derrota electoral que Unión Valenciana sufrió en las elecciones a las Cortes Valencianas de 1999, se realizó un congreso donde el regionalista José María Chiquillo se impuso al nacionalista Enric Ramon, afín al hasta entonces presidente Hèctor Villalba. En aquel congreso hubo una tercera candidatura, formada por un grupo proveniente de las juventudes de tendencia nacionalista pero también valencianista y partidaria del secesionismo lingüístico, hecho que les valió acusaciones de ortodoxos. Conocidos también como Joves turcs (jóvenes turcos), sería este sector el que asentaría las bases de la futura ACNV.
En aquel congreso, la lista de Chiquillo (53%) se impone por una diferencia de 92 votos a la de Enric Ramón (37%). La lista de los jóvenes turcos, liderada por David Marchuet, obtuvo 46 votos, poco menos del 8%.
Después de que Chiquillo pactara un acuerdo electoral y posterior integración en las listas del Partido Popular de la Comunidad Valenciana, se produce una reunión en el hotel Di-Mar de Valencia donde se decide la creación de un nuevo partido. Recuperan el nombre del antiguo partido de Miquel Adlert y Xavier Casp en 2005, llegando ya ese año a realizar alguna actividad, aún sin utilizar el nombre de Accio Nacionalista Valenciana, que se refundaría oficialmente el 6 de febrero de 2006. En las elecciones municipales de 2007 se presentó una lista en Alfafar, obteniendo 47 votos, el 0,48% del total.
La formación no volvería a tener actividad pública hasta 2013, cuando se anuncie que junto al partido UNIO, de Raül Cerdà y Renovació Política de Benjamín Lafarga, se negociava una futura coalición electoral entre diferentes fuerzas valencianistas para las elecciones a las Cortes Valencianas de 2015. Para las elecciones europeas de 2014, formó la coalición Proyecto Europa, con el candidato Rubén Vañó como cabeza de lista. La candidatura estuvo formada además de por ACNV, por el Bloque Aragonés (BAR), el Partido Regionalista por Andalucía Oriental (PRAO), Renovación Política (RePo) y UNIO. La candidatura obtuvo poco más de 6.000 votos en la Comunidad Valenciana (0,35%), siendo la decimocuarta fuerza política valenciana en número de votos, por detrás de Esquerra Republicana del País Valencià.
Después de las elecciones europeas, el acuerdo se rompe cuando RePo y UNIO inician negociaciones para integrarse en candidaturas independientes, dejando los temas identitarios en segundo plano. Pese a que se anunció el ingreso de ACNV en esta nueva plataforma, posteriormente desde el partido se desmintieron los hechos, señalando que Jaume Hurtado había cursado baja y no estaba autorizado a hablar en nombre de la formación. En diciembre de 2014, Jaume Hurtado presentó su propia plataforma electoral, Som Valencians. Para las elecciones generales de España de 2015 ACNV se presentó dentro de la coalición Avant Valencians, junto a RePo y el partido local Gent d'Albal.

## Ideología
Ideológicamente, ACNV se define como centro izquierda y como nacionalista en lo económico y lo político, situándose en posiciones más alejadas al regionalismo que las de la antigua Unió Valenciana. Su nacionalismo económico se centra principalmente en tres propuestas:
- La primera sería la firma de un nuevo modelo de financiación autonómica y de la creación de concierto económico[19] y fiscal para la Comunidad Valenciana.[20]
- La segunda es la promoción y consumo de los productos valencianos. Para conseguir este objetivo, Accio Nacionalista Valenciana reclama un euro más barato, y mayores aranceles para los productos que provienen de China y Marruecos. También apuestan porque Valencia tenga voz propia y directa en Europa.[4]
- La tercera consiste en conseguir la declaración de territorio foral para obtener los beneficios que ello comporta. Opción recogida por la Constitución española.[21]

Culturalmente, defiende el Nacionalismo valenciano y las Normas del Puig sin acentos.

## Actividad
El partido se encuentra implantado en varias comarcas valencianas, y cuenta con algunas agrupaciones locales, entre las que destacan las de Moncada, Alboraya, Benetússer, Sueca, Benaguacil, Burriana o Manises.
En 2014, Accio Nacionalista Valenciana llegó a un acuerdo con el partido Coalición Canaria, por el cual ACNV podría hacer preguntas escritas al Gobierno por medio de la formación canaria en Madrid. Del mismo modo, ACNV tiene acuerdos con el Partido Regionalista por Andalucía Oriental (PRAO) para reclamar la unión del mediterráneo con el atlántico europeo, mediante el corredor ferroviario por Aragón.